# یخبندان الستر

حداکثر وسعت ورقه یخ در اروپا

یخبندان الستر (انگلیسی: Elster glaciation)، قدیمی‌ترین عصر یخبندان شناخته شده است که منجر به یخبندان بزرگ در شمال آلمان و سایر نقاط اروپا شده است. تقریباً ۵۰۰۰۰۰ تا ۴۰۰۰۰۰ سال پیش روی داد. این یک دوره طولانی از دمای متوسط نسبتاً گرمتر، مجتمع کرومری را تجربه کرد. یخبندان الستر توسط هولشتاین بین یخبندان و  سپس یخبندان ساله دنبال شد. نام دوره یخبندان از وایسه الستر، شاخه سمت راست زاله (رود) گرفته شده است.